# Golden Age (アルバム)
『Golden Age』（ゴールデン・エイジ）は、韓国のボーイズグループ・NCTの4作目のアルバム。2023年8月28日にカカオエンターテインメントより発売された。

## 概要
- NCT 127、NCT DREAM、WayVの総勢20人のメンバーが参加している。
- 20人が参加した団体曲「Golden Age」と、テヨン・テン・ドヨン・ジェヒョン・マークが参加した「Baggy Jeans」のダブルタイトル曲を含めた全10曲で構成されている[13]。

## プロモーション

### 予告編
- 2022年9月に公開されたYouTubeコンテンツ「THE NCT SHOW」の「秋季ワークショップ」にて「NCT 2023」プロジェクトが予告された。
- 2023年8月10日、世界各地で撮影したコンテンツを予告するタイムラインポスターを公開した[14]。
- 8月14日より、世界各地で撮影した個人予告映像「CONNECTION」を公開した。

### ミュージックビデオ
- 8月23日、タイトル曲「Golden Age」ミュージックビデオを公開した[15]。
ミュージックビデオには、それぞれ異なる場所にいるが、いつもお互いに繋がっているというメッセージが込められている[15]。
- 8月28日、タイトル曲「Baggy Jeans」ミュージックビデオを公開した[16]。
ミュージックビデオでは、ステレオタイプから抜け出して、自分たちだけのかっこよさで世の中を駆け回る姿を描いている[17]。画面を横切る巨大なファスナーが開かれて映像が始まり、建物が伸び縮みする場面、ジーンズで覆われた車両、上下左右が反転した空間などの感覚的で多彩な演出が施されている[17]。
- 8月29日、収録曲「The BAT」と「Kangaroo」のアーカイビングビデオを公開した。
- 8月30日、収録曲「PADO」と「Alley Oop」のアーカイビングビデオを公開した。
- 8月31日、タイトル曲「Baggy Jeans」パフォーマンスビデオを公開した
- 9月11日、日本スタジアム公演「NCT STADIUM LIVE 'NCT NATION : To The World-in JAPAN'」の会場である大阪・ヤンマースタジアム長居で撮影されたタイトル曲「Baggy Jeans」のダンスプラクティスビデオを公開した[18]。

### アレンジバージョン
- 9月25日、SM Classics TOWN Orchestraによるタイトル曲「Golden Age」オーケストラバージョン「Golden Age (Orchestra Ver.)」が公開された[19]。
- 11月30日、リミックスシングル「iScreaM Vol. 27 : Baggy Jeans Remixes」が公開された。「KIM MINCHEOL & HAYATE」と「Hukky Shibaseki」の2つのリミックスバージョンが収録されている。

## 参加メンバー
| - テイル - ジャニー - テヨン - ユウタ - クン - ドヨン - テン | - ジェヒョン - ウィンウィン - ジョンウ - マーク - シャオジュン - ヘンドリー - ロンジュン | - ジェノ - ヘチャン - ジェミン - ヤンヤン - チョンロ - チソン |

【計20人】

## チャート成績
- 韓国サークルチャート、およびハントチャートのアルバムランキングで週間1位[1][4]、8月の月間1位を獲得した[2][5]。
- ワールドワイドiTunesアルバムチャートで1位を獲得した[20]。
- オリコン週間アルバムランキングでチャート登場から5週目で1位を獲得した[21]。10月6日発表のオリコン週間合算アルバムランキングでも週間1位を獲得した[22]。
- 2023年10月4日公開のBillboard JAPAN週間アルバムセールスチャート「Top Albums Sales」で週間2位を記録した[23]。
- LINE MUSICにて、アルバムTOP100チャート1位、中国QQ MusicとKuGou Musicのデジタルアルバム販売チャート1位を記録した[24]。
- 2023年10月10日公開、米ビルボードのメインアルバムチャート「ビルボード200」で週間66位にランクインした[25]。

## 収録曲
1曲目から9曲目は「NCT U」、10曲目は「NCT 2023」名義。
1. Baggy Jeans [3:31] / NCT U
  - 作詞：우탄
  - 作曲：Brice Fox、Griff Clawson、Jurek Reunamäki、JINBYJIN、Bobii Lewis、Moa "Cazzi Opeia" Carlebecker、Anne Judith Wik
  - 編曲：Jurek Reunamäki、JINBYJIN
  - 参加メンバー：テヨン、テン、ドヨン、ジェヒョン、マーク

タイトル曲。NCTのデビュー曲「The 7th Sense」参加メンバーが再集結した。
重みのあるベースラインとミニマルな構成のドラム、夢幻的なシンセサイザーに重なる歌声が際立つヒップホップダンスナンバー[16]。
誰にも真似できないかっこよさを持っているという自信を、バギージーンズにたとえた[16]。

1. Call D [3:36] / NCT U
  - 作詞：정일리 (JamFactory)
  - 作曲：1-800-RUDEBOY、Je'Juan Antonio、Hassan Ashi Jr、Jordain Johnson、Hautboi Rich
  - 編曲：1-800-RUDEBOY
  - 参加メンバー：テヨン、テン

まるで相手と通話するような雰囲気を演出するサウンドとマイナーなシンセサイザーが魅力的なハイパーポップ曲[26]。
危険な状況だと知りながらも、自分に似たドッペルゲンガーに本能的に惹かれるというストーリーを盛り込んでいる[26]。

1. PADO [2:59] / NCT U
  - 作詞：Liljune (153/Joombas)
  - 作曲：HUMBLER、Davey Nate、Timothy "C Minor" Zimnoch
  - 編曲：HUMBLER
  - 参加メンバー：ジャニー、テヨン、ジェヒョン、マーク、シャオジュン、ヘンドリー、ヘチャン

愛する相手に感じる強烈な感情を波にたとえて軽快に表現し、ジャジーなピアノ旋律とエネルギッシュなラップと甘美なボーカルが調和している[26]。

1. Interlude: Oasis [2:07] / NCT U
  - 作詞：박유은 (Jam Factory)
  - 作曲：Tia' Pickrom、Charles Anderson、Michael Foster、Pacific Zagabe、Thomas Lumpkins
  - 編曲：Tommy Parker、Social House、Pacific
  - 参加メンバー：ユウタ、ジェヒョン、ウィンウィン、ジェミン、チョンロ

夢幻的なサウンドと金色の未来に向かって一緒に進もうというメッセージを込めたミディアムテンポのR&Bナンバー[27]。

1. The BAT [2:51] / NCT U
  - 作詞：우탄
  - 作曲：Brandon Arreaga、Jackson Morgan、KAELYN BEHR、MZMC
  - 編曲：Styalz Fuego、MZMC
  - 参加メンバー：テイル、ジャニー、ユウタ、ジョンウ、ヘンドリー、ジェノ、チソン

黒い車が夜を横切る姿をバットマンのバットモービルにたとえて表現した歌詞と、パワフルな歌唱とスピーディーなラップが融合するハイパーポップジャンルの楽曲[27]。

1. Alley Oop [3:38] / NCT U
  - 作詞：danke (lalala studio)
  - 作曲：Greg Bonnick、Hayden Chapman、Justin Starling、Josue Janv'ier
  - 編曲：LDN Noise
  - 参加メンバー：ユウタ、ウィンウィン、ヘンドリー、ジェノ、ジェミン、ヤンヤン、チソン

力強く響き渡るブラスと808ベースが特徴的なエネルギー溢れるヒップホップジャンルの楽曲[28]。
常に止まることなく勝利に向かって走るというメッセージをスピード感のあるラップで表現した[28]。

1. That's Not Fair [3:02] / NCT U
  - 作詞：Hash Swan
  - 作曲：Evan Magee、Parker James Nornes、Gigi Grombacher、Tony Ferrari、Noah Conrad
  - 編曲：Noah Conrad
  - 参加メンバー：ジャニー、テヨン、テン、マーク、ジェノ、ヤンヤン

バッハ「フーガ BWV578」をサンプリングしたヒップホップジャンルの楽曲[26]。
誰も信じず現実を生きていくというメッセージに、Lo-Fiなピアノサウンドが加わって、暗くディストピアな雰囲気を演出している[26]。

1. Kangaroo [3:36] / NCT U
  - 作詞：CIAN (153/Joombas)
  - 作曲：EL CAPITXN、Vendors (ZENUR)、San Yoon、Casper、Yuki
  - 編曲：EL CAPITXN、Vendors (ZENUR)、San Yoon、Casper、Yuki
  - 参加メンバー：テイル、クン、ロンジュン、ヤンヤン、チョンロ、チソン

リズミカルなギターとピアノのサウンドが爽やかでジャジーな雰囲気を醸し出すミディアムテンポのポップナンバー[27]。
毎日が誕生日であるかのように自由に生きていく姿をカンガルーにたとえている[27]。

1. Not Your Fault [3:22] / NCT U
  - 作詞：문지영 (라라라스튜디오)
  - 作曲：Tiyon 'TC' Mack、Tesung Kim、GIBUM、류진욱、이강성
  - 編曲：Tiyon 'TC' Mack、Tesung Kim、GIBUM、류진욱、이강성
  - 参加メンバー：テイル、クン、ドヨン、テン、ジョンウ、シャオジュン、ロンジュン

柔らかいキーボードサウンドとボーカルの甘いハーモニーが魅力的なR&Bポップナンバー[28]。
歌詞には、1人で苦しんでいる全ての人々に「君のせいじゃない」という慰めと応援の気持ちを込めている[28]。

1. Golden Age [3:38] / NCT 2023
  - 作詞：장한빛 (Jam Factory)
  - 作曲：Jake K (ARTiffect)、MCK(ARTiffect)、Moa `Cazzi Opeia`Carlebecker、Ellen Berg、Josh McClelland、Ryan Lawrie
  - 編曲：Jake K (ARTiffect)、MCK (ARTiffect)
  - アーティスト：NCT 2023

タイトル曲。ベートーベンのピアノソナタ第8番「悲愴」第2楽章をサンプリングしている。強烈なトラップビートと優雅なピアノの旋律を多彩に活用した壮大な楽曲[29]。
歌詞には、NCTの輝かしい黄金期を大切に迎え、明るい未来を一緒に描いていこうという希望を込めた[29]。

## ミーム
タイトル曲「Baggy Jeans」の発音が、2022年のヒットドラマ『二十五、二十一』の主人公であるペク・イジン（韓国の発音でベギジン）に聞こえてしまうというもの。
SNS上では、ドラマ最終回の名場面に登場する「本当に言いたかったことを言うね、ペク・イジン（진짜 하고 싶었던 말을 할게.. 백이진）」というセリフの後に「In my baggy baggy baggy baggy baggy baggy jeans」のパートを踊り始めるダンスミームが誕生した。2023年9月3日には、メンバーたちがこのミームを実践している動画が、NCTの公式TikTokで公開された。